# Benur - Un gladiatore in affitto
Benur - Un gladiatore in affitto è un film del 2013 diretto da Massimo Andrei e interpretato da Nicola Pistoia, Paolo Triestino e Elisabetta De Vito il cui titolo fa il verso al colossal Ben-Hur di William Wyler del 1959.
La pellicola di Andrei è l'adattamento cinematografico del quasi omonimo spettacolo teatrale di Gianni Clementi (Ben Hur, una storia di ordinaria periferia) interpretato dagli stessi tre attori e diretto dallo stesso Nicola Pistoia
È uscito nelle sale cinematografiche il 1º maggio 2013.

## Trama
Sergio è un ex stuntman romano ormai ridotto a guadagnarsi da vivere vestendo i panni del centurione romano al Colosseo a beneficio dei turisti. Il suo precedente lavoro gli ha lasciato diversi acciacchi e la vana speranza di ottenere un risarcimento favoloso dalla produzione americana di un film d'azione che, secondo lui, lo avrebbe reso semi-invalido. Divorziato e con un figlio famelico e obeso a cui, di tanto in tanto, deve provvedere, vive con Maria, sua sorella anche lei divorziata, che racimola qualche soldo lavorando da casa per una hot line. La routine della loro squallida esistenza viene sconvolta allorché il bielorusso Milan viene indirizzato nella loro casa dall'organizzazione che gestisce il traffico dei clandestini. L'extracomunitario, ingegnere nel suo paese d'origine, si adatta a tutto pur di riuscire a mandare qualche soldo a casa e, ben presto, rivelerà tutta la sua intelligenza, abilità e vitalità rivelandosi, per i due, una vera e propria gallina dalle uova d'oro.